# جانيت شيبلي هايد
جانيت شيبلي هايد (بالإنجليزية: Janet Shibley Hyde)‏ هي أستاذة هيلين طومسون وولي في علم النفس والدراسات الجنسانية ودراسات المرأة في جامعة ويسكونسن ماديسون. وهي معروفة بأبحاثها حول الجنس البشري، والاختلافات بين الجنسين، وتنمية الجنس، والجنس والعلوم، والنظرية النسوية، وتعتبر واحدة من الأكاديميين الرائدين في مجال دراسات النوع.

## روابط خارجية
- https://web.archive.org/web/20180101120341/https://psych.wisc.edu/faculty-hyde.htm
- https://gws.wisc.edu/staff/hyde-janet-shibley/